# Station Bollwiller
Station Bollwiller is een spoorwegstation in de Franse gemeente Bollwiller.